# Ilsbo
Ilsbo is een plaats in de gemeente Nordanstig in het landschap Hälsingland en de provincie Gävleborgs län in Zweden. De plaats heeft 700 inwoners (2005) en een oppervlakte van 63 hectare.

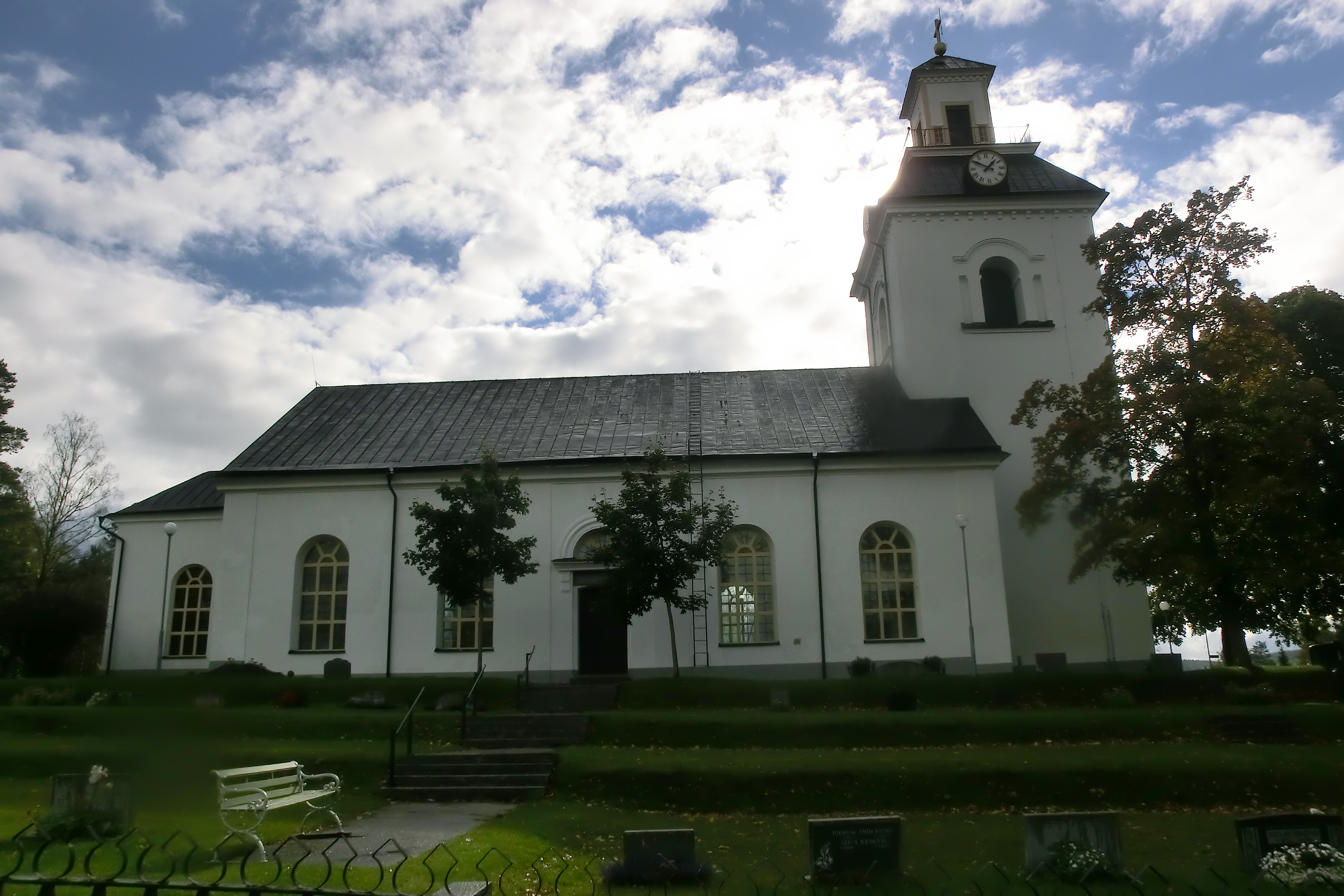
Kerk